# 安集延
安集延是乌兹别克东部的一座城市，人口303,000。它是安集延州的首府，位在費爾干纳盆地東南部。該城市最早建於西元9世紀。這裡也是莫卧儿帝國開國之君巴布爾的出生地。
12世纪时安集延为西辽属地。明朝称之为俺的干，元末明初，归蒙古都格拉特部所属的“曼尕赖·苏雅”（译意为向阳区）地域内，后为帖木儿王朝所属。其地“田土膏腴，民物繁庶”。永乐八年（1410年）始随哈烈使臣至明朝朝贡，两地关系密切。
1902年被地震破坏后重建，20世纪初为工商业中心之一，设有历史地志博物馆。2005年，烏茲別克內政部和國家安全局軍隊對当地的抗議民眾開火掃射，造成大量人员伤亡，史称安集延事件。

## 延伸阅读
[在维基数据编辑]
 《明史卷三百三十二》，出自《明史》
 《清史稿/卷529》，出自趙爾巽《清史稿》